# 스타워즈 키드
스타 워즈 키드(영어: Star Wars Kid)는 1988년 태어난 캐나다의 한 소년에 붙은 별명이다. 2003년 5월 자신을 녹화한 비디오 클립이 온라인에 유출되어 인터넷에 다양한 커뮤니티에서 스타 워즈 키드로 알려지게 되었다. 등교 거부가 된 사이버 왕따의 초기 사례이다. 소년에 대한 비디오는 인터넷에서 통산 10억 회 이상 재생되었다.

## 같이 보기
- 인터넷 밈 목록